# Dorotheenstraße 22 (Magdeburg)

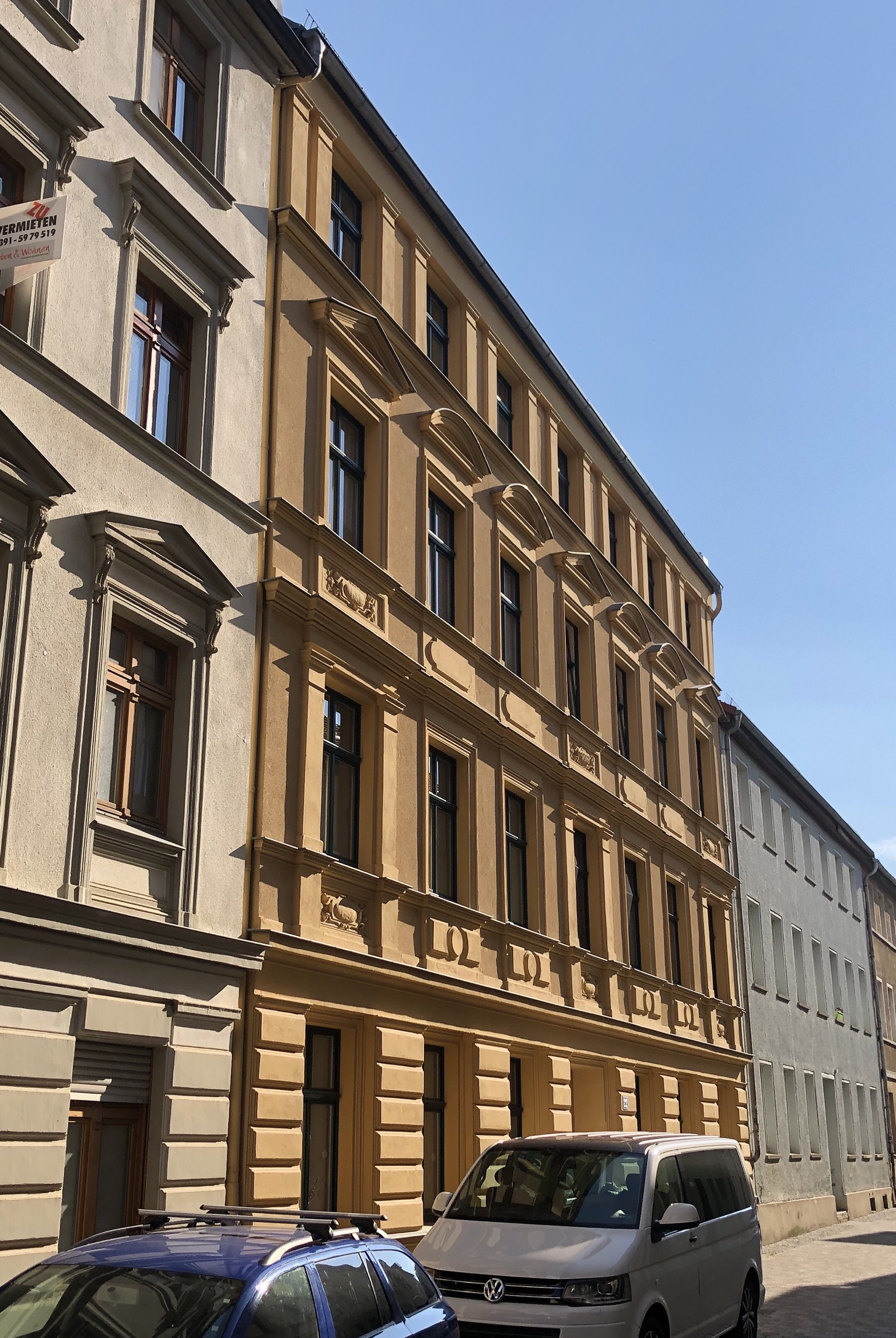
Wohnhaus Dorotheenstraße 22

Das Gebäude Dorotheenstraße 22 ist ein denkmalgeschütztes Wohnhaus in Magdeburg in Sachsen-Anhalt.

## Lage
Es befindet sich auf der Südseite der Dorotheenstraße im Magdeburger Stadtteil Buckau. Östlich grenzt das gleichfalls denkmalgeschützte Haus Dorotheenstraße 23 an.

## Architektur und Geschichte
Das viergeschossige Haus wurde 1883 vom Bauführer F. Oelze für den Tischlermeister Wilhelm Kirchhoff gebaut. Die siebenachsige verputzte Fassade ist im Stil der Neorenaissance gestaltet. Das Erdgeschoss ist rustiziert, die Geschossgesimse sind schmal ausgeführt. An manchen Brüstungsfeldern ist eine Verzierung aus Beschlagwerk angebracht. Am zweiten Obergeschoss ist mittig die Jahreszahl 1883 zu lesen. Oberhalb der Fensteröffnungen befinden sich dort abwechselnd Dreiecksgiebel und Segmentbögen. 
Im örtlichen Denkmalverzeichnis ist das Wohnhaus unter der Erfassungsnummer 094 82600 als Baudenkmal verzeichnet.
Das Gebäude ist als Teil der erhaltenen gründerzeitlichen Straßenzeile prägend für das Straßenbild und gilt als Beispiel für die Wohnverhältnisse der Bauzeit im Industrieort Buckau.